# Vector-R
Vector-R est un lanceur spatial ultra-léger et partiellement réutilisable de la société américaine Vector Launch (en) (ex Vector Space Systems). Son développement a été interrompu par la défaillance financière de son constructeur au cours de l'été 2019. Ce petit lanceur d'environ 6 tonnes était conçu pour placer sur une orbite basse un ou plusieurs nano-satellites ayant une masse totale d'environ 60 kg. Le lanceur comporte deux étages propulsés par des moteurs-fusées à ergols liquides brûlant un mélange de propylène et d'oxygène liquide.

## Historique
La conception du lanceur Vector-R dérive du lanceur NLV-20 développé depuis le début des années 2000 par John Garvey au sein de sa société Garvey Spacecraft Corporation. Fin 2015, Jim Cantrell, ancien collaborateur de SpaceX, propose à Garvey un partenariat pour le développement d'une famille de nano-lanceurs basés sur les engins conçus par celui-ci. Un accord ayant été trouvé, la société Vector Space Systems est créée à Tucson (Arizona) pour développer le nouveau lanceur. Elle absorbe en mars 2016 Garvey Spacecraft Corporation et parvient à collecter 1 million de US$. Son objectif est de développer une famille de lanceurs dédiés aux nano-satellites commercialement viable. Deux lanceurs sont prévus : Vector-R peut placer en orbite basse 50 kg tandis que Vector-H peut placer environ 100 kg sur une orbite basse. La société a une deuxième activité portant sur la conception de satellites par logiciel. Un premier contrat est signé avec la société ICEYE pour le lancement de 21 satellites radar miniatures. York Space Systems de son côté signe un contrat de 60 millions US$ pour le lancement de 6 satellites par la version lourde Vector-H vers 2019.
Le premier des 6 tests programmé pour la mise au point du lanceur a été effectué en mai 2017 depuis le port spatial de Mojave avec une fusée à échelle réduite disposant d'un seul des trois moteurs sur son premier étage, afin de tester les infrastructures et certains des composants du lanceur. La fusée s'est élevée jusqu'à une altitude de 1 370 mètres. Un deuxième test a lieu le 2 aout 2017 avec une charge utile depuis un pas de tir du Spaceport Camden (en) situé à Woodbine à environ 30 km au sud de Brunswick en Géorgie et à environ 90 km au nord de Jacksonville en Floride. 
Le premier vol d'un lanceur complet est prévu en 2018 puis est repoussé en juin 2019.
À la suite de problèmes de financement, la société Vector Launch doit arrêter complètement ses activités au cours de l'été 2019. Elle est déclarée en faillite (chapitre 11) fin 2019,.

## Le lanceur Vector-R

### Caractéristiques techniques du Vector-R
Vector-R est un lanceur bi-étages de 12 mètres de haut et de 1,2 mètre de diamètre dont la structure est réalisée majoritairement en matériau composite à base de fibre de carbone pour alléger sa masse. 
Les deux étages sont propulsés par des moteurs-fusées à ergols liquides brûlant un mélange de propylène et d'oxygène liquide dont l'alimentation par mise sous pression des réservoirs (20 bars pour le 1er étage et 10 bars pour le second). L'utilisation de propylène au lieu du kérosène présente un certain nombre d'avantages : ce carburant non toxique est peu coûteux et peut être stocké sous forme liquide (point d'ébullition à −47,6 °C) sur une longue période. Il peut être facilement densifié. Dans la combinaison utilisée, il peut générer une impulsion spécifique de 347 secondes. 
La masse du lanceur de Vector-R est comprise entre 5 et 6 tonnes. Le premier étage haut de 8,2 mètres est propulsé par trois moteurs  ayant une poussée totale de 75 kilonewtons et une impulsion spécifique de 212 secondes au niveau de la mer. La masse à vide est de 530 kg et la masse totale de 4 880 kg. Le second étage, d'une masse de 520 kg, dispose d'un unique moteur optimisé pour le fonctionnement dans le vide (rapport de section de la tuyère de 70) ayant une poussée de 3,7 kN et une impulsion spécifique de 345 secondes. La masse à vide du second étage, qui est haut de 2,8 mètres et a un diamètre de 0,635 mètres, est de 65 kg. La durée de combustion du premier étage est de 143 secondes tandis que le second étage fonctionne durant 433 secondes. 
Deux types de coiffe seraient proposées. La coiffe standard fournit un espace logeable d'un diamètre de 39 cm et d'une hauteur de 53 cm avec un espace supplémentaire haut de 13 cm d'un diamètre réduit à 29 cm. Elle permet d'accueillir 3 CubeSats 12U ou 2 CubeSats 12U et 4 CubesSats 3U. Le constructeur propose de manière optionnelle un troisième étage à propulsion électrique qui augmente les capacités du lanceur qui peut ainsi placer 45 kg sur une orbite de 800 km. 

### Commercialisation du Vector-R
L'objectif annoncé par le CEO Jim Cantrell est de baisser de manière importante le coût de l'accès à l'espace. Le lanceur Vector-R est commercialisé au prix de 1,5 million US$, soit un prix bien inférieur à la centaine de millions de dollars demandé par exemple par SpaceX. L'étage électrique est facturé 1 million US$ supplémentaire.

## Le lanceur Vector-H
Le lanceur Vector-H (Heavy) est une version lourde qui permet d'envoyer en orbite une charge jusqu'à 290 kg.

## GalacticSky
Une autre division de Vector Launch, la maison mère du lanceur Vector-R, a été créé pour virtualiser les satellites, c'est-à-dire construire des satellites "hôtes", qui sont ensuite chargés et rendus opérationnels avec des logiciels dédiés, téléchargés depuis le sol. Ces satellites pourront donc être reconfigurés en vol, contrairement aux satellites créés et conçus pour une seule tâche et non reconfigurables.

## Installations de lancement
Vector-R et Vector-H étaient conçus pour se contenter d'installations de lancement peu complexes. Cela devait permettre des lancements depuis une grande variété de sites tels que la base de lancement de Cap Canaveral et Kodiak. Vector-R et Vector-H pouvaient être également lancés depuis Wallops, Vandenberg, ou un navire, ou un site équatorial. Les sites opérationnels en 2019 sont  Kodiak, Wallops, Vandenberg,.   